# Wereldkampioenschappen trampolinespringen 1965
De wereldkampioenschappen trampolinespringen 1965 waren door Nissen Trampoline Corporation, in samenwerking met de British Amateur Gymnastics Association (BAGA), georganiseerde kampioenschappen voor trampolinespringers. Het waren de eerste wereldkampioenschappen onder auspiciën van de Fédération Internationale de Trampoline (FIT). De tweede editie van het WK vond plaats in de Royal Albert Hall in het Britse Londen op 30 januari 1965. Tijdens deze editie werden de eerste wereldkampioenschappen tumbling georganiseerd, alsook vond er een demonstratiecompetitie plaats van het synchroon trampolinespringen. 

## Resultaten

### Trampolinespringen
| Individueel | Individueel              | Individueel                    | Individueel             | Individueel                            | Individueel                            |
|             | Goud                     | Zilver                         | Brons                   | 4                                      | 5                                      |
| ----------- | ------------------------ | ------------------------------ | ----------------------- | -------------------------------------- | -------------------------------------- |
| Heren       | Gary Erwin               | Frank Schmitz                  | Wayne Miller            | Spencer Wiggins                        | Klaus Foerster                         |
| Dames       | Judy Wills               | Beverly Averyl                 | Nancy Smith             | Lynda Ball                             | Barbara Galleher                       |
| Synchroon   |                          |                                |                         |                                        |                                        |
|             | Goud                     | Zilver                         | Brons                   | 4                                      | 4                                      |
| Mixed       | Gary Erwin Frank Schmitz | Helga Floehl Michael Bodenberg | Lynda Ball Barbara John | Marijke van den Boogard Colleen Melvin | Marijke van den Boogard Colleen Melvin |

### Tumbling
| Discipline | Goud          | Zilver           | Brons                    |
| ---------- | ------------- | ---------------- | ------------------------ |
| Heren      | Frank Schmitz | Jimmy Wilson     | Peter Davies Barrie Benn |
| Dames      | Judy Wills    | Barbara Galleher | Beverly Averyl           |

1964 ·
1965 ·
1966 ·
1967 ·
1968 ·
1971 ·
1973 ·
1974 ·
1978 ·
1978 ·
1980 ·
1982 ·
1984 ·
1986 ·
1988 ·
1990 ·
1992 ·
1994 ·
1996 ·
1998 ·
1999 ·
2001 ·
2003 ·
2005 ·
2007 ·
2009 ·
2010 ·
2011 ·
2013 ·
2014 ·
2015 ·
2017 ·
2018 ·
2019